# Hrvatski književni jezik
Hrvatski književni jezik funkcionalni je stil hrvatskoga standardnog jezika. Književni jezik, za razliku od standardnog jezika, upotrebljava i nestandardne i supstandardne idiome. Hrvatski književni jezik nastao je prije jezičnog standarda ("nadređen je hrvatskome standardnom jeziku po dijakroniji"); začeci mu sežu u 9. ili 10. stoljeće.

## Povijest uporabe pojma hrvatski književni jezik
Povijest hrvatskoga jezika duga je i složena: u novom vijeku rabljeni su nazivi hrvatski jezik, ilirski, slavenski, slovinski, hrvatski ili srpski, hrvatskosrpski, naš jezik pa čak i hrvatskosrpskoslovenski kraće ili dulje vrijeme. Iz političkih razloga bilo je oportuno jezik nazivati zajedničkim i promicati nepostojeću jedinstvenost hrvatskoga i srpskoga jezika, ili barem isticati genetsku srodnost rabeći isključivo dvoimeni naziv. O pritiscima na jezikoslovce Dalibor Brozović piše: U sedamdesetim godinama, kada je 1978. objavljen navedeni rad, bilo je veoma teško i nezahvalno raditi u kroatistici (i slavistici i lingvistici uopće), morala se vagati svaka riječ - može li ipak nekako proći u javnosti ili ne.
Radoslav Katičić parafrazira Brozovića u predgovoru knjizi "Neka bitna pitanja hrvatskoga jezičnog standarda":
Tako je tekst 5. amandmana na Ustav Socijalističke Republika Hrvatske, objavljen 6. ožujka 1972. godine glasio ovako: U Socijalističkoj Republici Hrvatskoj u javnoj je upotrebi hrvatski književni jezik standardni oblik narodnog jezika Hrvata i Srba u Hrvatskoj, koji se naziva hrvatski ili srpski... U Socijalističkoj Republici Hrvatskoj autentični su tekstovi saveznih zakona i drugih saveznih općih akata koji se objavljuju u službenom listu Socijalističke Federativne Republike Jugoslavije na hrvatskom književnom jeziku, latinicom., čime se uvodi naziv "hrvatski književni jezik" za ono što danas zovemo hrvatski standardni jezik. Poslije 1990. godine nema više političkoga pritiska u Hrvatskoj na naziv jezika, danas su pojmovi hrvatski jezik, hrvatski književni jezik i hrvatski standardni jezik općepoznati i prihvaćeni.